# Portaavions Kaga
El portaavions Kaga (japonès: 加賀; batejat així per l'antiga província de Kaga, avui part de la Prefectura d'Ishikawa) va ser un portaavions de la Marina Imperial Japonesa. Va participar en l'atac a Pearl Harbor i va ser enfonsat durant la batalla de Midway, el 4 de juny de 1942.
El Kaga va ser inicialment construït a partir del buc d'un cuirassat de la classe Tosa com un portaavions de 3 cobertes, disseny que també seguiria inicialment l'Akagi, però el 1936 va ser totalment remodelat, deixant una única coberta. A més, posseïa 5 canons de 200mm per banda, en el terç de popa, com a reminiscència del seu passat com a cuirassat, però molt propers a la línia de flotació, la qual cosa els feia perdre eficàcia (sobretot amb mar grossa). Estava dotat d'una poderosa artilleria antiaèria, que demostrà la seva capacitat defensiva en la primera fase de la batalla de Midway.
Com a característiques a destacar, posseïa una alta superestructura amb una coberta suspesa a proa i popa a una alçada considerable. La xemeneia, situada al centre de la banda d'estribord (gairebé a l'alçada de coberta i inclinada cap al mar) desviava els fums de la coberta per a facilitar les operacions aèries,i comptava amb un enginyós sistema que bombejava aigua de mar cap al seu interior. El vapor resultant impedia que el fum fos molt fosc o espès i en reduïa la temperatura per a major seguretat dels aviadors, que no es trobaven un inesperat corrent d'aire calent. El problema principal d'aquest sistema era que comportava una gran corrosió. El pont estava ubicat a estribord, i era bastant petit amb relació a la mida del navili.
El 19 de febrer de 1942 participà en bombardeig de Darwin, a Austràlia. El 5 de juny de 1942, durant la segona fase de la batalla de Midway, el Kaga va ser sorprès pels bombarders en picat del USS Yorktown; va ser tocat per 4 bombes de 500 kg, una de les quals explotà a popa, al costat de la coberta de vol, arrencant part del buc i de les plataformes d'artilleria antiaeria i llençant-les al mar amb els seus servidors (descobertes al juliol del 2005 a 5.000m de fondària).
Una altra de les bombes va explotar al pont, matant al capità Jisaku Okada amb tots els oficials i servidors del pont de comandament. Les bombes van arribar als hangars, on hi havia els avions disposats per llançar un nou bombardeig contra la flota americana, amb la qual cosa els incendis i les explosions es van multiplicar. El Kaga s'enfonsà hores després per l'efecte de les innumerables explosions i incendis.